# Tortula areolata
Tortula areolata är en bladmossart som beskrevs av Allan James Fife 1995. Tortula areolata ingår i släktet tussmossor, och familjen Pottiaceae. Inga underarter finns listade i Catalogue of Life.